# Frauke Petry
Dr. rer. nat. Frauke Petry (født 1. juni 1975 i Dresden, DDR, som Frauke Marquardt) er en tysk politiker, kemiker og iværksætter.

## Politisk karriere
I 2013 blev hun en af tre talspersoner for partiet Alternative für Deutschland samt formand for AfD i delstaten Sachsen; siden 2014 sidder hun i Sachsens landdag.
Juli 2015 blev hun genvalgt som landsdækkende talsperson sammen med Jörg Meuthen efter mange måneders intern konflikt i partiet. Hendes politiske retning er nationalkonservativ.
Dagen efter Forbundsdagsvalget 2017 trådte Frauke Petry ud af AfDs forbundsfraktion. To dage efter valget forlod hun AfD helt. Hun blev kritiseret for ikke at have meldt afbud før valget - hvor hun blev stemt ind i Forbundsdagen. Desuden var der kritik over, at hun meldte sin udmelding på AfDs første pressekonference efter valget - uden at have advaret nogle af partikollgerne.